# Weeraphon Wichuma
Weeraphon Wichuma (født 10. august 2004) er en thailandsk vægtløfter.
Han repræsenterede Thailand ved sommer-OL 2024 i Paris, hvor han vandt sølv i 73 kg-klassen.